# 愛あむ
愛あむ（あいあむ、1987年6月4日 - ）は、日本のYouTuber、タレント、イラストレーター、デザイナー。
岐阜県出身。アドヴァンスプロダクション所属→フリー。JAPAN MENSA会員。

## 略歴
1987年、岐阜県に生まれる。
2003年に岐阜県立大垣北高等学校に入学。理数系クラスに在籍。中学から継続して６年間、陸上部に在籍した。専門競技は走り高跳び。
2010年に武蔵野美術大学造形学部映像学科を卒業後、女性向けの雑貨ブランドメーカーに就職。デザイナーとして勤務する。
2012年2月より、フリーでイラストレーター兼タレントとして、ネットテレビ番組や雑誌を中心に活動を開始。
その後2012年10月より、アドヴァンスプロダクションに所属→2014年からフリー。
2015年1月に、YouTubeで自身の公式チャンネル「あむちゃん！」を開設。ゲーム実況、ロードバイクなどの動画を配信している。

## 人物
- 資格：数学検定2級、漢字検定2級、色彩検定３級、防災士[4]
- 最終学歴：武蔵野美術大学造形学部映像学科卒業[5]
- 好きなゲームはファイナルファンタジーシリーズ。アプリゲームでは白猫プロジェクトの動画の投稿が多い。[6]
- 2018年10月にロードバイクを購入。車種はLOOK765 OPUTIMUM。購入後はサイクリングの様子など、自転車関連の動画を投稿している。[7]

## 出演

### テレビ
- notty☆live(NOTTV、2012年4月 - 2013年3月) - 黒板娘[8]
- NexT(日本テレビ、2012年)
- TOKYO MX「モーニング CROSS」(2016)
- AbemaTV「AbemaPrime」(2017)

### インターネット番組
- Kawaii girl Japan公式「kawaii style」 (2012年、BARKS)  - レギュラー[9]
- FinalFantasyXIV ミコッテ公式コンパニオンオーディション (2014年、スクウェアエニックス)[10]
- Google Play GAME WEEK 2016春「まったりマイクラPE」[11]
- AmebaFRESH「女だらけの24時間ゲーム実況」 (2016年)[12]
- AmebaFRESH「GIRLS PLAY CLIP」(2016年)[13]
- 天空のクラフトフリート「ドキッ！女だらけの天クラガールズ12時間特大生放送！」(2016年10月30日、KLabGames)[14]
- せがあぷ生放送っ！ (2016年 - 2017年、セガネットワークス) - せがあぷ認定プレイヤー[15]
- 天空のクラフトフリート年末特番2016 (2016年12月23日 - 24日、KLabGames) [16]
- エイリアンのたまご「エリたまチャンネル」 (2017年 - 、パオン・ディーピー)[17]
- 輝星のリベリオン「ホシリベ道場」 (2017年 - 2018年、DankHerats) - レギュラー[18]
- 12オーディンズ「大型アップデート記念放送」 (2017年、enish) - アシスタントMC[19]
- 天空のクラフトフリート「ファン感謝祭2017」 (2017年4月22日、KLabGames)[20]
- 天空のクラフトフリート「天クラガールズのクリスマスパーティー」 (2017年12月25日、KLabGames)[21]
- 天空のクラフトフリート「クラ生」 (2017年 - 2019年) - 天クラガールズ[22]
- 天空のクラフトフリート「艦隊戦トーナメントⅢ〜決勝生放送〜」 (2018年2月22日、KLabGames)[23]
- エイリアンのたまご「２周年記念みんなに超感謝祭+2018」(2018年11月23日 、パオン・ディーピー)[24]

### WEB
- 美人時計 - モデル(2012年)[25]
- YouTube「あむちゃん!」 - YouTubeチャンネル (2015年 - )[26]

### イベント
- マーガレットstation×JOL原宿「藍川さき先生トークイベント」 - MC(2013年)[27]
- 天空のクラフトフリート「ファン感謝祭2017」 (2017年4月22日)[28]
- 東京ゲームショウ(2017年) - KLabGames「天空のクラフトフリート」[29]
- エイリアンのたまご「２周年記念みんなに超感謝祭+2018」(2018年11月23日 、パオン・ディーピー)[30]
- D✕2 真・女神転生リベレーション「公開生放送&ファンミーティング」 (2019年)[31]

### 雑誌
- コーラルフリークス「愛あむのI amあくありすと」(2014年 - 2015年)
- 主婦と生活社「ひとり暮らしをとことん楽しむ」 (2012年)

## 主な作品

### イラスト
- スマホゲーム「ちょいちょい ドラえもん」 (2018年 - ) - イラストレーター[32]